# Máriabesnyő megállóhely
Máriabesnyő megállóhely egy Pest vármegyei középperonos vasúti megállóhely a Gödöllőhöz tartozó Máriabesnyőn, a MÁV (Magyar Államvasutak) üzemeltetésében. A jelenlegi megállóhely a vonal 1936-os nyomvonal-korrekciója során épült, a városrész központja közelében; közúti elérését csak önkormányzati utak biztosítják.

## Vasútvonalak
A megállóhelyet az alábbi vasútvonalak érintik:
- Budapest–Sátoraljaújhely-vasútvonal

## Kapcsolódó állomások
A megállóhelyhez az alábbi állomások vannak a legközelebb:
- Gödöllő vasútállomás (Budapest–Sátoraljaújhely-vasútvonal)
- Bag megállóhely (Budapest–Sátoraljaújhely-vasútvonal)

## Megközelítés tömegközlekedéssel
- Helyi és helyközi busz:  402, 403, 405, 406, 407, 410, 412, 422, 426, 430, 461, 463, 469, 474

## Forgalom
| Járat            | Útvonal | Gyakoriság                  |
| ---------------- | --- | --------------------------- |
| S80              | Budapest-Keleti – Kőbánya felső – Rákos – Akadémiaújtelep – Rákosliget – Rákoscsaba-Újtelep – Rákoscsaba – Pécel – Isaszeg – Gödöllő-Állami telepek – Gödöllő (– Máriabesnyő – Bag – Aszód – Hévízgyörk – Galgahévíz – Tura – Hatvan – napi 1 tovább Füzesabony felé)                            | Napi 10 pár                 |
| S80              | Hatvan → Tura → Galgahévíz → Hévízgyörk → Aszód → Bag → Máriabesnyő → Gödöllő | Munkanapokon 3 Gödöllő felé |
| Agria InterRégió | Budapest-Keleti – Gödöllő – Máriabesnyő – Bag – Aszód – Tura – Hatvan – Vámosgyörk – (Adács – Karácsond – Ludas – Nagyút –) Kál-Kápolna – Füzesabony – Maklár – (Andornaktálya →) Eger | Óránként                    |
| Mátra InterRégió | Budapest-Keleti – Gödöllő – Máriabesnyő – Bag – Aszód – Tura – Hatvan – Vámosgyörk – Gyöngyöshalász – Kitérőgyár – Gyöngyös | Óránként                    |
| személyvonat     | Budapest-Keleti – (Pécel → Isaszeg →) Gödöllő (← Máriabesnyő ← Bag) – Aszód – Tura – Hatvan – Vámosgyörk – Adács (← Karácsond ← Ludas) – Nagyút – Kál-Kápolna – Füzesabony – Szihalom – Mezőkövesd – Mezőkövesd felső – Mezőkeresztes-Mezőnyárád – Csincse – Emőd – Nyékládháza – Miskolc-Tiszai | Napi 1 Budapest felé        |
| személyvonat     | Gyöngyös → Gyöngyöshalász → Vámosgyörk → Hatvan → Tura → Aszód → Bag → Máriabesnyő → Gödöllő → Isaszeg → Pécel → Rákoscsaba → Rákoscsaba-Újtelep → Rákosliget → Akadémiaújtelep → Rákos → Kőbánya felső → Budapest-Keleti                                                                        | Napi 1 Budapest felé        |